# Les Capricieux

Les Capricieux est un téléfilm français de Michel Deville datant de 1983.

## Synopsis
Dans cette œuvre chorale (au sens musical du terme), une dizaine de personnages s’abandonnent aux jeux de l’amour et du hasard. Michel Deville y renoue, sur le ton du marivaudage, avec la thématique de quelques-uns de ses succès des années 60.

## Fiche technique
- Réalisation : Michel Deville
- Scénario : Anne-Marie Damamme

## Distribution
- Nicole Garcia : Diane
- Jean-Pierre Marielle : Simon
- Christian Benedetti : Jacques
- Richard Fontana : Ludovic
- Thierry Frémont : Gustave
- Jean-Louis Grinfeld : M. Georges
- Rosette : Pazanne
- Brigitte Roüan : Pélagie
- Patrick Laval : le capitaine
- Alain Lenglet : un soldat